# Archon apollinaris
Archon apollinaris је лептир из породице једрилаца (лат. Papilionidae).

## Распрострањење
Ареал врсте Archon apollinaris обухвата већи број држава. Присутна је у следећим државама: Грчка, Румунија, Турска, Иран, Ирак, Бугарска, Јерменија, Јордан, Либан, Израел и Сирија.

## Угроженост
Ова врста је на нижем степену опасности од изумирања, и сматра се скоро угроженим таксоном.